# Дретинь
Дретинь (пол. Dretyń, нім. Treten) — село в Польщі, у гміні Мястко Битівського повіту Поморського воєводства.
Населення — 1083 особи (2011).
У 1975-1998 роках село належало до Слупського воєводства.

## Демографія
Демографічна структура станом на 31 березня 2011 року:
|          | Загалом | Допрацездатний вік | Працездатний вік | Постпрацездатний вік |
| -------- | ------- | ------------------ | ---------------- | -------------------- |
| Чоловіки | 543     | 129                | 376              | 38                   |
| Жінки    | 540     | 111                | 334              | 95                   |
| Разом    | 1083    | 240                | 710              | 133                  |